# 五是川线
五是川線（朝鲜语：／ Osich'ŏn sŏn */?）是朝鮮民主主義人民共和國的一條鐵道線路，站點為兩江道的大五川站到五是川站。

## 路线概况
- 距离：
- 车站数：2
- 轨距：1435mm
- 电气化区间：无
- 复线区间：无